# Manuel Domínguez (médico)
Justo Manuel Domínguez Quintanar, citado como Manuel Domínguez (San Juan del Río, Querétaro, 5 de agosto de 1830-Ciudad de México, 15 de marzo de 1910). fue un médico, literato y político mexicano. Llegó a ocupar el cargo de director y profesor en terapéutica en la Escuela Nacional de Medicina, Gobernador de Querétaro y del Distrito Federal y Senador
Fue hijo de Juan Bernardo Domínguez-Gálvez Otero (1783-1847) y de María Ignacia Quintanar Delgado (1802-1865). Estudio en el Colegio de San Juan de Letrán y en 1854 obtuvo su título en medicina. Casó en San Juan del Río, Querétaro, el 10 de febrero de 1866 con Adelaida Girón Rico –quien nació en 1840 en Tlalpujahua–, con quien tuvo siete hijos, dos de los cuales murieron a temprana edad. Al parecer, Adelaida murió bastante joven, al tener a su último hijo. El que más destacó fue Salvador, el segundo, quien llegó a ser un famoso ingeniero militar durante el Porfiriato; fue agregado militar –attaché– en París. Diseñó un tipo de cañón corto que se difundió por Europa. Hizo también un proyecto para construir la tercera torre de la catedral de México, que no se realizó debido a la Revolución. En 1910 era general del ejército mexicano. Vivió en el destierro, primero en St. Chamond, Francia y luego en El Paso, Texas. Murió en la Ciudad de México en 1924. Al inicio de 1867, Manuel y Adelaida vivían en la calle de Don Esteban No. 6. Sin embargo, los acontecimientos políticos que se avecindaban y la inseguridad con que se vivía en la pequeña población, obligaron a la familia a dejar la tranquilidad provinciana y cambiar su residencia a la ciudad de Querétaro.
Manuel Domínguez Quintanar, como médico, fundó la puericultura racional y la pediatría técnica en México. Fue Decano de la Facultad de Medicina El Mundo Ilustrado. Fue prefecto político de San Juan del Río y partidario de Maximiliano, quien lo nombró en 1867 Prefecto Imperial de Querétaro, cargo que ocupó del 20 de febrero al 15 de mayo de 1867, cuando cayó preso. Cuando Maximiliano fue fusilado, Francisco José I pidió el cuerpo de Maximiliano a las autoridades mexicanas para poder enterrarlo en Austria, empero Juárez se negó a que fuera entregado el cuerpo, por lo que dejó el ataúd en abandono en la residencia del prefecto de Querétaro. Ya amnistiado fue Diputado al Congreso de la Unión, luego Senador e hizo funciones en el Ayuntamiento de México Colaboró en la Gazeta de México Falleció ya anciano en la Ciudad de México en 1910.

## Obras
- Terapéutica experimental de la morfina (1876)[9]
- El capitán fantasma (1903),
- Leyendas históricas[10] (Biblioteca de Autores Mexicanos, de Agüeros, tomo 67, 1909)
- Fátima, leyenda árabe (1907)[11]